# Критола
Критола (др.-греч. Κρίτολα; VI век до н. э.) — древнегреческая царевна из рода Баттиадов.

## Биография
Отцом Критолы был Аркесилай I, второй царь Кирены. По словам Плутарха, она была «окружена общим глубоким почтением как сестра Батта Счастливого». Критола вышла замуж за киренского аристократа и родила нескольких детей. Ее дочь Эриксо стала супругой своего двоюродного брата Аркесилая II.
Около 550 года до н. э. Аркесилай II был убит в результате заговора своего брата (или приближенного) Леарха. Эриксо с помощью своего брата Полиарха отомстила Леарху, и на престол взошел внук Критолы Батт III.
В Кирене в это время находилось много египетских воинов, которых ранее привел с собой Леарх. Они сообщили о произошедших событиях фараону Амасису II. Тот, «сильно разгневанный, замыслил войну против Кирены, и только забота о похоронах скончавшейся матери заставила его отложить военное выступление.» Полиарх решил прибыть ко двору фараона, чтобы представить свои объяснения. Вместе с ним в Египет отправились Эриксо и «престарелая» Критола. Амасис, выслушав их, полностью оправдал детей Критолы, признав проявленные мудрость и мужество, после чего «почтил Полиарха и обеих женщин дарами и царственными проводами в Кирену».